# Gare de Villers-Bretonneux
Gare de Villers-Bretonneux vasútállomás Franciaországban, Villers-Bretonneux településen.

## Vasútvonalak
Az állomást az alábbi vasútvonalak érintik:
- Amiens-Laon-vasútvonal

## Kapcsolódó állomások
A vasútállomáshoz az alábbi állomások vannak a legközelebb:
- Gare d’Amiens
- Gare de Marcelcave